# Хандшумахер, Вальтер
Вальтер Петер Хандшумахер (нем. Walter Peter Handschuhmacher; 20 марта 1904, Дортмунд, Пруссия — 30 апреля 1987, Дортмунд, Северный Рейн-Вестфалия) — немецкий пловец. Участник летних Олимпийских игр 1928 года.

## Биография
Вальтер Хандшумахер родился 20 марта 1904 года в немецком городе Дортмунд.
Выступал в соревнованиях по плаванию за «Вестфален» из Дортмунда. Четыре раза становился чемпионом Германии на дистанции 7,5 км на открытой воде (1926—1929), один раз — на дистанции 1500 метров вольным стилем (1928).
В 1928 году установил три рекорда Германии на дистанциях 800, 1000 и 1500 метров вольным стилем.
В 1928 году вошёл в состав сборной Германии на летних Олимпийских играх в Амстердаме. На дистанции 400 метров вольным стилем занял 3-е место в четвертьфинале, показав результат 5 минут 32,0 секунды и уступив 5,6 секунды попавшему в полуфинал со 2-го места Рэю Рудди из США. На дистанции 1500 метров вольным стилем занял 4-е место в четвертьфинале, показав результат 22.18,6 и уступив 2 минуты 0,8 секунды попавшему в полуфинал с 3-го места Бастеру Краббе из США.
Умер 30 апреля 1987 года в Дортмунде.

## Память
Введён в Зал славы дортмундского клуба «Вестфален».